# Élections législatives de 2024 dans l'Ardèche
Les élections législatives françaises de 2024 se déroulent les 30 juin et 7 juillet 2024. En Ardèche, trois députés sont à élire dans le cadre de trois circonscriptions, à la suite de la dissolution de l'Assemblée nationale par Emmanuel Macron.
Le choix de cette dissolution est pris après la défaite de la liste Renaissance aux élections européennes qui ont eu lieu le 9 juin 2024.

## Contexte
| Circonscription | RN      | ENS     | PS - PP | LFI    | LR     | LÉ     | REC    |
| --------------- | ------- | ------- | ------- | ------ | ------ | ------ | ------ |
| Circonscription |         |         |         |        |        |        |        |
| 1re             | 36,6 %  | 10,81 % | 13,75 % | 8 %    | 5,18 % | 5,48 % | 5,67 % |
| 2e              | 35,49 % | 13,97 % | 12,99 % | 6,52 % | 7,75 % | 5,15 % | 5,79 % |
| 3e              | 32,02 % | 11,41 % | 15,18 % | 8,87 % | 6,13 % | 5,85 % | 5,7 %  |

### Campagne
Deux des trois députés sortants, le socialiste Hervé Saulignac et le républicain Fabrice Brun annoncent leur intention de se représenter. Le premier le fait immédiatement dans la foulée de la dissolution, tout comme le second "une heure à peine après l'annonce". Le troisième sortant cependant, l'ancien ministre du gouvernement Borne, Olivier Dussopt, annonce ne pas se représenter, 17 ans après sa première élection au Palais-Bourbon.
Dans la circonscription de ce dernier, c'est ainsi son ancienne suppléante Renaissance, Laurence Heydel Grillere, conseillère municipale à Glun, qui reprend le flambeau de la majorité présidentielle pour cette élection. Ce n'est cependant pas la seule ancienne suppléante du ministre à se présenter. En effet, l'alliance de gauche, le Nouveau Front populaire, soutient la candidature de la socialiste Michèle Victory. Adjointe au maire de Tournon-sur-Rhône dans les années 2000 et suppléante de Dussopt de 2007 à 2022, celle-ci a siégé au cours de la majeure partie de la XVe législature quand Olivier Dussopt était déjà au gouvernement. Plus à droite, Vincent Trébuchet, se déclarant militant LR habitant Lalouvesc, représente l'alliance d'extrême droite, conclue entre Éric Ciotti et le Rassemblement national. Bon nombre de cadres locaux du parti de droite se sont opposés à cette alliance, y compris le président du département, Olivier Amrane, et les sénateurs Mathieu Darnaud et Anne Ventalon. Ces trois derniers, tout comme 50 maires parmi les 92 communes que comptent la circonscription, soutiennent en lieu et place le candidat Divers droite Jean-Paul Vallon. Le candidat de droite est lui-même maire de Lamastre depuis 1995, conseiller départemental, et a déjà été candidat aux élections législatives en 2002 ainsi qu'en 2017.
Autre critique de l'accord Ciotti-RN, le sortant Fabrice Brun, qui fait le choix de quitter LR quelques jours après la dissolution. Une succession de tribunes d'élus de la circonscription paraît dans la presse locale appelant à le soutenir,,. Face à lui, comme en 2022, l'insoumise Florence Pallot représentant le Nouveau Front populaire. Elle ne souffrira pas cette fois de dissidence socialiste que l'ancien président du département, Laurent Ughetto, lui avait imposée à l'élection précédente. Autre réminiscence de l'élection de 2022, le candidat Rassemblement national en la personne de Cyrille Grangier. Toutefois, celui-ci, ancien élu local à Saint-Barthélemy-le-Plain dans le nord-Ardèche, était alors candidat dans le fief d'Olivier Dussopt. Parmi les candidats dans cette circonscription, on retrouve également le candidat de la coalition présidentielle, Quentin Bonnetain, champion du monde de kayak.
Le casting se trouve également grandement répété par rapport à 2022 dans le secteur de Privas, détenu par le PS depuis 1997. Le sortant socialiste, Hervé Saulignac, se représente ainsi pour un troisième mandat et retrouve sur sa route ses deux plus proches poursuivantes en 2022, les candidates RN et MoDem. Céline Porquet, candidate du RN en 2022, semble représenter, à nouveau, sa concurrente la plus sérieuse, après les résultats des élections européennes où Jordan Bardella et Marion Maréchal ont ici obtenu 42 % des voix à eux deux contre environ 30 % pour les principales listes de gauche. Pour la majorité présidentielle, c'est à nouveau la militante MoDem, Séverine Gineys, qui candidate. Renouvellement à droite cependant, l'UDC ayant soutenu en 2022 le maire de Privas, Michel Valla, lequel ne se représente pas. Pour le remplacer, LR présente la candidature d'une conseillère municipale de Viviers, Marie-Pierre Chaix.

## Système électoral
Les élections législatives ont lieu au scrutin uninominal majoritaire à deux tours dans des circonscriptions uninominales.
Est élu au premier tour le candidat qui réunit la majorité absolue des suffrages exprimés et un nombre de voix au moins égal au quart des électeurs inscrits dans la circonscription, soit 25 %. Si aucun des candidats ne satisfait ces conditions, un second tour est organisé entre les candidats ayant réuni un nombre de voix au moins égal à un huitième des inscrits, soit 12,5 %. Les deux candidats arrivés en tête du 1er tour se maintiennent néanmoins par défaut si un seul ou aucun d'entre eux n'a atteint ce seuil. Au second tour, le candidat arrivé en tête est déclaré élu,.
Le seuil de qualification basé sur un pourcentage du total des inscrits et non des suffrages exprimés rend plus difficile l'accès au second tour lorsque l'abstention est élevée. Le système permet en revanche l'accès au second tour de plus de deux candidats si plusieurs d'entre eux franchissent le seuil de 12,5 % des inscrits. Les candidats en lice au second tour peuvent ainsi être trois, un cas de figure appelé « triangulaire ». Les second tours où s'affrontent quatre candidats, appelés « quadrangulaire » sont également possibles, mais beaucoup plus rares,.

### Partis et nuances
Les résultats des élections sont rendus publics en France par le ministère de l'Intérieur, qui classe les partis en leur attribuant des nuances politiques. Ces dernières sont décidées par les préfets, qui les attribuent indifféremment de l'étiquette politique déclarée par les candidats, qui peut être celle d'un parti ou une candidature sans étiquette.
Seuls le Parti communiste français (COM), La France insoumise (FI), le Parti socialiste (SOC), le Parti radical de gauche (RDG), Les Écologistes (VEC), Renaissance (RE), le Mouvement démocrate (MDM), Horizons (HOR), l'Union des démocrates et indépendants (UDI), Les Républicains (LR), le Rassemblement national (RN) et Reconquête (REC) se voient attribuer en 2024 des nuances propres. Les coalitions Ensemble et Nouveau front populaire, ainsi que les candidats de l'alliance LR-Ciotti-RN, en bénéficient également indirectement, les nuances Ensemble ! (Majorité présidentielle) (ENS), Union de la gauche (UG) et Union de l'extrême-droite (UXD) étant attribuables aux candidats bénéficiant respectivement du soutien de deux partis du centre, de deux partis de gauche ou de deux partis d'extrême-droite,.
Tous les autres partis se voient attribuer l'une ou l'autre des nuances suivantes : EXG (extrême gauche), DVG (divers gauche), ECO (écologiste), REG (régionaliste), DVC (divers centre), DVD (divers droite), DSV (droite souverainiste) et EXD (extrême droite). Des partis comme Debout la France ou Lutte ouvrière ne disposent ainsi pas de nuances propres, et leurs résultats nationaux ne sont pas publiés séparément par le ministère, car mélangés avec d'autres partis (respectivement dans les nuances DSV et EXG).

## Résultats

### Élus
| Circonscription                                 | Député sortant   | Parti ou nuance | Parti ou nuance | Groupe  | Député élu ou réélu | Parti ou nuance | Parti ou nuance | Groupe  |
| ----------------------------------------------- | ---------------- | --------------- | --------------- | ------- | ------------------- | --------------- | --------------- | ------- |
| 1re                                             | Hervé Saulignac  |                 | PS              | SOC     | Hervé Saulignac     |                 | PS              | SOC     |
| 2e                                              | Olivier Dussopt* |                 | RE              | RE      | Vincent Trébuchet   |                 | RÀD             | AD      |
| 3e                                              | Fabrice Brun     |                 | LR              | app. LR | Fabrice Brun        |                 | DVD             | app. DR |
| * député sortant ne se représentant pas en 2024 |                  |                 |                 |         |                     |                 |                 |         |

### Taux de participation
| Taux de participation | 1er tour | 1er tour | 1er tour   | 2d tour | 2d tour | 2d tour    | Différence entre les deux tours |
| Taux de participation | En 2022  | En 2024  | Différence | En 2022 | En 2024 | Différence | Différence entre les deux tours |
| --------------------- | -------- | -------- | ---------- | ------- | ------- | ---------- | ------------------------------- |
| À midi                | 23,06 %  | 32,02 %  | 8,96       | 22,87 % | 32,31 % | 9,44       | 0,29                            |
| À 17 heures           | 42,46 %  | 65,01 %  | 22,55      | 41,56 % | 64 %    | 22,44      | 1,01                            |
| Final                 | 53,42 %  | 71,80 %  | 18,38      | 51,92 % | 72,79 % | 20,87      | 0,99                            |

### Résultats à l'échelle du département

#### Résultats par coalition
| Parti                                       | Parti                                       | Parti                       | Premier tour | Premier tour | Premier tour | Second tour   | Second tour   | Second tour | Total Sièges  | +/-           |
| Parti                                       | Parti                                       | Parti                       | Voix         | %            | Sièges       | Voix          | %             | Sièges      | Total Sièges  | +/-           |
| ------------------------------------------- | ------------------------------------------- | --------------------------- | ------------ | ------------ | ------------ | ------------- | ------------- | ----------- | ------------- | ------------- |
|                                             |                                             | Rassemblement national (RN) | 40 064       | 22,25        | 0            | 45 798        | 25,88         | 0           | 0             | en stagnation |
|                                             | Républicains à droite (RÀD)                 | 24 417                      | 13,56        | 0            | 33 926       | 19,17         | 1             | 1           | Nv            |               |
| Total Rassemblement national et alliés (RN) | Total Rassemblement national et alliés (RN) | 64 481                      | 35,81        | 0            | 79 724       | 45,06         | 1             | 1           | 1             |               |
|                                             |                                             | Parti socialiste (PS)       | 37 860       | 21,02        | 0            | 58 675        | 33,16         | 1           | 1             | en stagnation |
|                                             | La France insoumise (LFI)                   | 16 239                      | 9,02         | 0            | 18 125       | 10,24         | 0             | 0           | en stagnation |               |
| Total Nouveau Front populaire (NFP)         | Total Nouveau Front populaire (NFP)         | 54 099                      | 30,04        | 0            | 76 800       | 43,41         | 1             | 1           | en stagnation |               |
|                                             |                                             | Sans étiquette              | 15 194       | 8,44         | 0            | 20 414        | 11,54         | 1           | 1             | Nv            |
|                                             | Les Républicains (LR)                       | 13 576                      | 7,54         | 0            |              |               |               | 0           | 1             |               |
| Total Union de la droite et du centre (UDC) | Total Union de la droite et du centre (UDC) | 28 770                      | 15,98        | 0            | 20 414       | 11,54         | 1             | 1           | en stagnation |               |
|                                             |                                             | Renaissance (RE)            | 17 888       | 9,93         | 0            |               |               |             | 0             | 1             |
|                                             | Mouvement démocrate (MoDem)                 | 6 651                       | 3,69         | 0            | 0            | en stagnation |               |             |               |               |
| Total Ensemble pour la République (ENS)     | Total Ensemble pour la République (ENS)     | 24 539                      | 13,63        | 0            | 0            | 1             |               |             |               |               |
|                                             | Reconquête (REC)                            | Reconquête (REC)            | 1 762        | 0,98         | 0            | 0             | en stagnation |             |               |               |
|                                             | Lutte ouvrière (LO)                         | Lutte ouvrière (LO)         | 1 609        | 0,89         | 0            | 0             | en stagnation |             |               |               |
|                                             | Debout la France (DLF)                      | Debout la France (DLF)      | 1 264        | 0,70         | 0            | 0             | en stagnation |             |               |               |
|                                             | Parti des travailleurs (PT)                 | Parti des travailleurs (PT) | 474          | 0,26         | 0            | 0             | en stagnation |             |               |               |
|                                             | Résistons (RES)                             | Résistons (RES)             | 331          | 0,18         | 0            | 0             | Nv            |             |               |               |
|                                             |                                             | Décroissance Élections (DÉ) | 327          | 0,18         | 0            | 0             | Nv            |             |               |               |
| Total Paix et décroissance (P&D)            | Total Paix et décroissance (P&D)            | 327                         | 0,18         | 0            | 0            | Nv            |               |             |               |               |
|                                             | Solidarité et progrès (S&P)                 | Solidarité et progrès (S&P) | 213          | 0,12         | 0            | 0             | Nv            |             |               |               |
|                                             | Sans étiquette (SE)                         | Sans étiquette (SE)         | 2 204        | 1,22         | 0            | 0             | Nv            |             |               |               |
|                                             |                                             |                             |              |              |              |               |               |             |               |               |
| Suffrages exprimés                          | Suffrages exprimés                          | Suffrages exprimés          | 180 073      | 97,29        |              | 176 938       | 94,31         |             |               |               |
| Votes blancs                                | Votes blancs                                | Votes blancs                | 3 337        | 1,80         | 7 965        | 4,25          |               |             |               |               |
| Votes nuls                                  | Votes nuls                                  | Votes nuls                  | 1 672        | 0,90         | 2 717        | 1,45          |               |             |               |               |
| Total                                       | Total                                       | Total                       | 185 082      | 100          | 0            | 187 620       | 100           | 3           | 3             | en stagnation |
| Abstention                                  | Abstention                                  | Abstention                  | 72 674       | 28,19        |              | 70 138        | 27,21         |             |               |               |
| Inscrits/Participation                      | Inscrits/Participation                      | Inscrits/Participation      | 257 756      | 71,81        | 257 758      | 72,79         |               |             |               |               |

#### Résultats par nuance
| Nuance                 | Nuance                    | Nuance                 | Premier tour | Premier tour | Premier tour | Second tour | Second tour   | Second tour | Total Sièges | +/-           |  |
| Nuance                 | Nuance                    | Nuance                 | Voix         | %            | Sièges       | Voix        | %             | Sièges      | Total Sièges | +/-           |  |
| ---------------------- | ------------------------- | ---------------------- | ------------ | ------------ | ------------ | ----------- | ------------- | ----------- | ------------ | ------------- |  |
|                        | Union de la gauche        | UG                     | 54 099       | 30,04        | 0            | 76 800      | 43,41         | 1           | 1            | en stagnation |  |
|                        | Rassemblement national    | RN                     | 40 064       | 22,25        | 0            | 45 798      | 25,88         | 0           | 0            | en stagnation |  |
|                        | Divers droite             | DVD                    | 25 703       | 14,27        | 0            | 20 414      | 11,54         | 1           | 1            | 1             |  |
|                        | Ensemble                  | ENS                    | 24 539       | 13,63        | 0            |             |               |             | 0            | 1             |  |
|                        | Union de l'extrême droite | UXD                    | 24 417       | 13,56        | 0            | 33 926      | 19,17         | 1           | 1            | Nv            |  |
|                        | Les Républicains          | LR                     | 3 067        | 1,70         | 0            |             |               |             | 0            | 1             |  |
|                        | Divers                    | DIV                    | 2 417        | 1,34         | 0            | 0           | Nv            |             |              |               |  |
|                        | Extrême gauche            | EXG                    | 2 410        | 1,34         | 0            | 0           | en stagnation |             |              |               |  |
|                        | Reconquête                | REC                    | 1 762        | 0,98         | 0            | 0           | en stagnation |             |              |               |  |
|                        | Droite souverainiste      | DSV                    | 1 264        | 0,70         | 0            | 0           | en stagnation |             |              |               |  |
|                        | Régionaliste              | REG                    | 331          | 0,18         | 0            | 0           | en stagnation |             |              |               |  |
|                        |                           |                        |              |              |              |             |               |             |              |               |  |
| Suffrages exprimés     | Suffrages exprimés        | Suffrages exprimés     | 180 073      | 97,29        |              | 176 938     | 94,31         |             |              |               |  |
| Votes blancs           | Votes blancs              | Votes blancs           | 3 337        | 1,80         | 7 965        | 4,25        |               |             |              |               |  |
| Votes nuls             | Votes nuls                | Votes nuls             | 1 672        | 0,90         | 2 717        | 1,45        |               |             |              |               |  |
| Total                  | Total                     | Total                  | 185 082      | 100          | 0            | 187 620     | 100           | 3           | 3            | en stagnation |  |
| Abstention             | Abstention                | Abstention             | 72 674       | 28,19        |              | 70 138      | 27,21         |             |              |               |  |
| Inscrits/Participation | Inscrits/Participation    | Inscrits/Participation | 257 756      | 71,81        | 257 758      | 72,79       |               |             |              |               |  |

### Résultats par circonscription

#### Première circonscription
- Député sortant : Hervé Saulignac (Parti socialiste)

| Candidat                 | Candidat                 | Parti et coalition       | Nuance                   | Premier tour | Premier tour | Second tour | Second tour |
| Candidat                 | Candidat                 | Parti et coalition       | Nuance                   | Voix         | %            | Voix        | %           |
| ------------------------ | ------------------------ | ------------------------ | ------------------------ | ------------ | ------------ | ----------- | ----------- |
|                          | Céline Porquet           | RN                       | RN                       | 21 736       | 39,95        | 25 419      | 47,32       |
|                          | Hervé Saulignac          | PS (NFP)                 | UG                       | 20 809       | 38,24        | 28 303      | 52,68       |
|                          | Séverine Gineys          | MoDem (ENS)              | ENS                      | 6 651        | 12,22        |             |             |
|                          | Marie-Pierre Chaix       | LR (UDC)                 | LR                       | 3 067        | 5,64         |             |             |
|                          | Thierry Dorne            | DLF                      | DSV                      | 651          | 1,20         |             |             |
|                          | Muriel Vander Donckt     | LO                       | EXG                      | 518          | 0,95         |             |             |
|                          | Maryse Leclerc           | REC                      | REC                      | 506          | 0,93         |             |             |
|                          | Pascal Chambonnet        | PT                       | EXG                      | 474          | 0,87         |             |             |
|                          |                          |                          |                          |              |              |             |             |
| Votes valides            | Votes valides            | Votes valides            | Votes valides            | 54 412       | 97,18        | 53 722      | 94,34       |
| Votes blancs             | Votes blancs             | Votes blancs             | Votes blancs             | 1 072        | 1,91         | 2 308       | 4,05        |
| Votes nuls               | Votes nuls               | Votes nuls               | Votes nuls               | 507          | 0,91         | 918         | 1,61        |
| Total                    | Total                    | Total                    | Total                    | 55 991       | 100          | 56 948      | 100         |
| Abstention               | Abstention               | Abstention               | Abstention               | 23 605       | 29,66        | 22 648      | 28,45       |
| Inscrits / participation | Inscrits / participation | Inscrits / participation | Inscrits / participation | 79 596       | 70,34        | 79 596      | 71,55       |

#### Deuxième circonscription
- Député sortant : Olivier Dussopt (Renaissance)

| Candidat                 | Candidat                 | Parti et coalition       | Nuance                   | Premier tour | Premier tour | Second tour | Second tour |
| Candidat                 | Candidat                 | Parti et coalition       | Nuance                   | Voix         | %            | Voix        | %           |
| ------------------------ | ------------------------ | ------------------------ | ------------------------ | ------------ | ------------ | ----------- | ----------- |
|                          | Vincent Trébuchet,       | RAD (RN)                 | UXD                      | 24 417       | 35,75        | 33 926      | 52,76       |
|                          | Michèle Victory          | PS (NFP)                 | UG                       | 17 051       | 24,97        | 30 372      | 47,24       |
|                          | Laurence Heydel Grillere | RE (ENS)                 | ENS                      | 11 904       | 17,43        |             |             |
|                          | Jean-Paul Vallon         | LR (UDC)                 | DVD                      | 10 509       | 15,39        |             |             |
|                          | Rémy Nodin               | SE                       | DIV                      | 2 197        | 3,22         |             |             |
|                          | Gérard Montreynaud       | REC                      | REC                      | 777          | 1,14         |             |             |
|                          | Jacky Ritz               | DLF                      | DSV                      | 613          | 0,90         |             |             |
|                          | Michèle Gaillard         | LO                       | EXG                      | 609          | 0,89         |             |             |
|                          | Gérard Julien            | S&P                      | DIV                      | 213          | 0,31         |             |             |
|                          |                          |                          |                          |              |              |             |             |
| Votes valides            | Votes valides            | Votes valides            | Votes valides            | 68 290       | 97,00        | 64 298      | 91,03       |
| Votes blancs             | Votes blancs             | Votes blancs             | Votes blancs             | 1 420        | 2,02         | 4 868       | 6,89        |
| Votes nuls               | Votes nuls               | Votes nuls               | Votes nuls               | 694          | 0,99         | 1 464       | 2,07        |
| Total                    | Total                    | Total                    | Total                    | 70 404       | 100          | 70 630      | 100         |
| Abstention               | Abstention               | Abstention               | Abstention               | 26 734       | 27,52        | 26 521      | 27,30       |
| Inscrits / participation | Inscrits / participation | Inscrits / participation | Inscrits / participation | 97 138       | 72,48        | 97 151      | 72,70       |

#### Troisième circonscription
- Député sortant : Fabrice Brun (Les Républicains, jusqu'à son départ du parti le 14 juin 2024[11])

| Candidat                 | Candidat                 | Parti et coalition       | Nuance                   | Premier tour | Premier tour | Second tour | Second tour |
| Candidat                 | Candidat                 | Parti et coalition       | Nuance                   | Voix         | %            | Voix        | %           |
| ------------------------ | ------------------------ | ------------------------ | ------------------------ | ------------ | ------------ | ----------- | ----------- |
|                          | Cyrille Grangier         | RN                       | RN                       | 18 328       | 31,95        | 20 379      | 34,59       |
|                          | Florence Pallot          | LFI (NFP)                | UG                       | 16 239       | 28,31        | 18 125      | 30,76       |
|                          | Fabrice Brun,            | SE (UDC)                 | DVD                      | 15 194       | 26,48        | 20 414      | 34,65       |
|                          | Quentin Bonnetain        | RE (ENS)                 | ENS                      | 5 984        | 10,43        |             |             |
|                          | Christophe Marchisio     | LO                       | EXG                      | 482          | 0,84         |             |             |
|                          | Jacques Marcesse         | REC                      | REC                      | 479          | 0,83         |             |             |
|                          | Laurent Touzet           | RES                      | REG                      | 331          | 0,58         |             |             |
|                          | Alexandre Faure          | DÉ (P&D)                 | EXG                      | 327          | 0,57         |             |             |
|                          | Félix Zaguedoun-Reynaud  | SE                       | DIV                      | 7            | 0,01         |             |             |
|                          |                          |                          |                          |              |              |             |             |
| Votes valides            | Votes valides            | Votes valides            | Votes valides            | 57 371       | 97,76        | 58 918      | 98,13       |
| Votes blancs             | Votes blancs             | Votes blancs             | Votes blancs             | 845          | 1,44         | 789         | 1,31        |
| Votes nuls               | Votes nuls               | Votes nuls               | Votes nuls               | 471          | 0,80         | 335         | 0,56        |
| Total                    | Total                    | Total                    | Total                    | 58 687       | 100          | 60 042      | 100         |
| Abstention               | Abstention               | Abstention               | Abstention               | 22 335       | 27,57        | 20 969      | 25,88       |
| Inscrits / participation | Inscrits / participation | Inscrits / participation | Inscrits / participation | 81 022       | 72,43        | 81 011      | 74,12       |